# Paolo Vasile
Paolo Vasile (Roma, 23 giugno 1953) è un produttore cinematografico e imprenditore italiano.

## Carriera

### Compositore
Ha realizzato le colonne sonore di film come La polizia interviene: ordine di uccidere! (1975), con James Mason e Stephen Boyd, Controrapina (1975), con Lee Van Cleef e Il giorno del Cobra (1980).

### Mediaset
In seguito entra a far parte del gruppo Mediaset, di Silvio Berlusconi, di cui diventa vice direttore e lavora nel centro produzione di Roma fino al 1998.
Il 30 marzo 1999, il Consiglio di Amministrazione della televisione spagnola rete Telecinco, in parte di proprietà Mediaset lo ha nominato direttore, sostituendo il connazionale Maurizio Carlotti, che diventa vicedirettore.
Durante la sua guida Telecinco è diventato il canale TV più visto in Spagna ed è stata quotata in Borsa (nel 2004), avviando anche campagne annuali di cause benefiche, sotto lo slogan di 12 meses, 12 causas ("12 mesi, 12 cause"), e in seguito formando con Cuatro ed altri canali il gruppo Mediaset España. Nel mese di luglio 2014, il Consiglio di Amministrazione di Mediaset España lo nomina consigliere delegato unico della società.
Molti dei programmi nati sotto la sua gestione sono stati creati e consolidati e sono stati più volte oggetto di sanzione o avvertimento da parte delle autorità spagnole, tanto da essere considerato il "padre" della telebasura (TV spazzatura) in Spagna.
Nel 2022 Telecinco è stata superata per la prima volta da Antena 3.
Il 26 ottobre 2022, si dimette dalla carica di consigliere delegato di Mediaset España, che è stata confermata dopo 23 anni in carica, il 1º gennaio 2023.

## Filmografia
- 1974 - Whiskey e fantasmi, regia di Antonio Margheriti
- 1975 - La polizia interviene: ordine di uccidere!, regia di Giuseppe Rosati
- 1975 - Controrapina, regia di Antonio Margheriti
- 1979 - John Travolto... da un insolito destino, regiadi Neri Parenti
- 1980 - Il giorno del Cobra, regia di Enzo G. Castellari
- 1991 - Per odio, per amore, regia di Nelo Risi